# Pete Chilver
Peter William „Pete“ Chilver (* 19. Oktober 1924 in Windsor (Berkshire), England; † 16. März 2008 in Edinburgh, Schottland) war ein britischer Jazzgitarrist und Hotelier, der als Pionier der elektrisch verstärkten Gitarre in England gilt.

## Leben und Wirken
Chilver lernte als Schüler zunächst Klavier, bevor er zur Ukulele, dann zur Gitarre wechselte. Mit 15 Jahren gehörte er dem Ken „Snakehips“ Johnson Orchestra an; mit 16 Jahren verließ er die Schule, um als Bauzeichner zu arbeiten. Daneben gründete er die Band Silver Sovereigns, mit der er an Wochenenden im Skindles Hotel in der Nähe von Maidenhead Bridge konzertierte. Frühe Einflüsse waren George Formby jr., dann Django Reinhardt. Er wurde in der Zeit des Zweiten Weltkriegs durch seine Auftritte in Maidenhead und Slough, schließlich auch in London bekannt, wo er mit den Bands von Teddy Foster und Jimmy Mesene spielte, außerdem in Jamsessions mit amerikanischen Musikern aus den Bands von Glenn Miller und Sam Donahue.
1941 kam der aus Trinidad stammende Gitarrist Lauderic Caton nach London und spielte bei der BBC mit dem Swing-Klarinettisten Harry Parry. Dies war zum ersten Mal, dass in Großbritannien eine elektrisch verstärkte Gitarre zu hören war. Catons Auftritte waren eine Attraktion in den Nachtclubs des Londoner West End, wie dem Caribbean Club 1944, wo ihn Chilver kennenlernte. Caton ermutigte ihn, baute ihm einen Verstärker und ließ ihn in seiner Hausband mitspielen. Dadurch wurde Chilver zu einem der ersten britischen Musiker, die die E-Gitarre in Großbritannien etablierten. 1945 erwarb er eine Gibson Super 400.
Es folgte die Zusammenarbeit mit dem Pianisten Ralph Sharon; die beiden gewannen den Melody Maker Competition, worauf Chilver und Sharon von Johnny Claes engagiert wurden und begannen, als professionelle Musiker zu arbeiten. Carlo Krahmer produzierte einige Azetat-Aufnahmen des Chilver-Sharon Trios, das im Stil des Nat Cole Trios mit Oscar Moore meist Jazzstandards spielte.
1946 arbeitete Chilver bei Ray Ellington, danach bei Tito Burns; 1947 bei Jack Jackson, George Shearing und Stéphane Grappelli, mit dem er im Fernsehen auftrat. Nach einer Reise nach New York 1947 spielte er bei Ted Heath und Bert Ambrose, sowie als Gastmusiker mit den Skyrockets, als diese Benny Goodman begleiteten. Ende der 1940er Jahre galt Chilver in England als einer der versiertesten Spielern des neuen Bebop-Stils. 1948 nahm er mit Jack Parnell auf; 1949 spielte er mit Ronnie Scott und Johnny Dankworth in Alan Dean's Beboppers. Mit Ronnie Scott besuchte er 1949 das Festival International 1949 de Jazz im Pariser Salle Pleyel, wo er seinem Idol Charlie Parker begegnete. 1950 entstanden letzte Aufnahmen mit Ralph Sharons Sextett; in diesem Jahr heiratete er Norma Domenico, die Schwester von Ted Heath’  Sängerin Lydia MacDonnell, und beendete seine aktive Musikerkarriere, um fortan als Manager in den Hotels der Familie in North Berwick in Schottland zu arbeiten. Das West End Cafe in einem der beiden Familienhotels wurde zu einem bekannten Jazz-Veranstaltungsort Schottlands der 1950er Jahre.